# Limnophora persica
Limnophora persica är en tvåvingeart som beskrevs av Willi Hennig 1959. Limnophora persica ingår i släktet Limnophora och familjen husflugor. Inga underarter finns listade i Catalogue of Life.